# محوطه تنگ ملغان
محوطه تنگ ملغان مربوط به سده‌های اولیه دوران‌های تاریخی پس از اسلام است و در شهرستان گچساران، روستای تلخاب شیرین واقع شده و این اثر در تاریخ ۲۷ دی ۱۳۷۷ با شمارهٔ ثبت ۲۲۶۶ به‌عنوان یکی از آثار ملی ایران به ثبت رسیده است.